# Liste over moselig
Dette er en liste over moselig sorteret efter det land, hvor de er fundet. Moseligene er naturligt konserverede eller bevarede lig af mennesker og nogle dyr fundet i tørvemoser. De fleste fund af moselig er gjort i nordeuropæiske lande som Danmark, Tyskland, Holland, Storbritannien og Irland. Forlydender om moselig begyndte at opstå i 1700-tallet. i 1965 katalogiserede den tyske videnskabsmand Alfred Dieck mere end 1.850 moselig, men senere studier afslørede, at store dele af Diecks arbejde var fejlbehæftet. Gennem tiderne er hundreder af moselig fundet og undersøgt. Af dem er kun omkring 45 intakte i dag.

## Brug af listen
- Der kan være mere end et navn i “navne-kategorien”, hvilket kan bruges til at vise alternative stavemåder for det samme moselig.
- Sted beskriver den by eller det område, hvor moseliget er fundet. Nogle moselig findes på grænsen mellem to lande.
- Kulstof 14-datering er brugt til at fastslå alder, baseret på halveringstiden af kulstofs isotop 14.
- Køn beskriver, om liget var af han- eller hunkøn, eller om det ikke kan afgøres.
- Beskrivelsen omhandler undersøgelser og detaljer af ligene. Nogle felter kan være udfyldt med ”Sparsomt med udgivet materiale om fundet" i de tilfælde, hvor der kun eksisterer lidt eller ingen publiceret information om moseliget.

## Liste

### Danmark
| Navn                     | Andre navne                                  | Sted                | Alder (kulstof 14-datering)  | Køn                 | Fundet    | Billede                                   | Beskrivelse |
| ------------------------ | -------------------------------------------- | ------------------- | ---------------------------- | ------------------- | --------- | ----------------------------------------- | --- |
| Arden-kvinden            | Bredmosekvinden                              | Himmerland          | 1400 f.v.t.                  | Kvinde              | 1942      | Håret på ardenkvinden.                    | Arden-kvinden blev fundet i Bredmose i Hindsted Herred ved Aalborg, Nordjylland. Politiet sagde, at liget blev fundet i en stilling formet som et spørgsmålstegn. Efter at resterne var udgravet, blev de flyttet til en nærliggende lade. Hendes hår var lysebrunt, trukket ud i to rottehaler og lagt op om hendes hoved i to spiraler. Håret var dækket af et hårnet fremstillet med en teknik kaldet sprang. Til forskel fra andre moselig blev hun fundet sammen med andet tøj. Hun var 20-25 år gammel. Der er ingen tegn på vold på hendes krop. Liget er udstillet på Nationalmuseet i København. |
| Auning-kvinden           |                                              | Midtjylland         | 0                            | Kvinde              | 1886      |                                           | Hun blev fundet med flere stykker beklædning af uld og skind, og der lå grene oven på kroppen: Antageligt har man forsøgt at holde hende nede i mosen med pæle, for at undgå at hun flød ovenpå. |
| Borremose-manden         | Borre Fen Man                                | Himmerland          | 700 f.v.t.                   | Mand                | 1946      |                                           | Manden er blevet slået ihjel på en voldsom måde: Hans kranie var knust, og hans ben var brækket. Et reb blev fundet omkring hans hals, hvilket indikerer, at han blev dræbt ved enten hængning eller strangulering. Ved undersøgelser af moselig som Cashel-manden har forskere spekuleret i, om knoglerne kan være brækket efter mandens død – som følge af mosens tryk på liget. Dette moselig findes på Nationalmuseet i København. |
| Borremose II             |                                              | Himmerland          | 400 f.v.t.                   | Antageligvis kvinde | 1947      |                                           | Moseliget blev fundet med ansigtet nedad, i en dybde af omkring to meter. Det lå på et leje af birkebark. I den umiddelbare nærhed lå birkegrene. Direkte på kroppen lå cirka 10 centimeter lange birkegrene. Kraniet havde frakturer (brud), og hjernen var synlig. Højre ben var brækket 10 centimeter under knæet. Bruddet var forårsaget af mosens tryk på liget. Kroppen var nøgen, men underkroppen og benene var dækket af et sjal samt en kappe bestående af fire lag stof. De to klædestykker er i dag udstillet på Nationalmuseet. Det er usikkert, om liget havde tøj på ved nedlæggelsen i mosen. Tøj fremstillet af plantemateriale som hør, vil være opløst og forrådnet i den sure mosejord. Der blev fundet nogle genstande ved kvinden: En halv lerpotte ved knæene, og knoglerester fra et spædbarn. Om halsen havde liget et læderbælte med et stykke rav og en messingskive med en diameter på 2,2-2,3 centimeter. |
| Borremose III            | Borremose-kvinden                            | Himmerland          | 750 f.v.t.                   | Kvinde              | 1948      |                                           | Borremose-kvinden blev fundet med ansigtet nedad og hovedskallen separeret fra resten af kroppen. Kvinden er blevet beskrevet som overvægtig og var pakket ind i en ulden kappe. Borremose-kvinden er ikke udstillet, men findes i Nationalmuseets magasin. Kvinden har været 20-35 år, da hun døde. Ligesom de andre Borremose-lig bærer liget tegn på vold. Tidligere blev det antaget, at hun var blevet skalperet og havde fået hovedet knust, og at dette var dødsårsagen. Nyere forskning har påvist, at disse skader er opstået efter hendes død som følge af bevægelser i mosen.Studier af kvindens ansigt og hals viste ingen tegn på blødning, hvilket betyder, at skaderne mod ansigtet er sket efter hendes død. |
| Elling-pigen             |                                              | Silkeborg           | 280 f.v.t.                   | Kvinde              | 1938      | Ellingpigens hoved.                       | Kroppen blev fundet pakket ind i en kappe af fåreskind og en læderkappe omkring pigens ben. Pigens ansigt var dårligt bevaret, og der var ingen tegn på organer inde i kroppen. -blev hængt ligesom Tollundmanden, der blev fundet i den samme mose 12 år senere. Kroppen er kendt for dens 90 centimeter lange fletning, der var bundet i en kompliceret knude. Elling-pigen antages at have været en menneskeoffer. |
| Fræer Mose-kvinden       | Fræermose Woman                              | Danmark             | Ukendt                       | Kvinde              | 1842      |                                           | Kvindens fod blev fundet omkring en meter under overfladen i mosen. Man fandt et velbevaret stykke uldklæde og en sko sammen med ligresterne. |
| Gadevang-manden          |                                              | Sjælland            | 480–60 f.v.t.                | Mand                | 1940      |                                           | Dette moselig var fuldstændigt forrådnet, så kun skelettet var bevaret, da han blev udgravet fra mosen. Undersøgelser viser, at han har været 35-50 år gammel ved sin død. Et hul i kraniet tyder på, at han har været udsat for en primitiv operation. |
| Grauballemanden          |                                              | Jylland             | 290 f.v.t.                   | Mand                | 1952      | Liget af Grauballemanden.                 | Studier af Grauballemanden viser, at han sandsynligvis er blevet ofret. Hans fingre var så velbevarede i mosen, at det var muligt at tage hans fingerafftryk, ligesom med Old Croghan-manden. Mandens ansigt er blevet rekonstrueret for at give et bud på, hvordan han har set ud, da han var i live. |
| Dronning Gunhild         | Haraldskær-kvinden, Moseliget fra Haraldskær | Jylland             | 500-401 f.v.t.               | Kvinde              | 1835      |                                           | I første omgang troede man, at Haraldskær-kvinden var liget af den norske dronning GunhildKulstof 14-datering har dog påvist, at hun er meget ældre: Omkring 50 år gammel og sund og rask, da hun døde. Hendes tøj var placeret oven på hendes nøgne krop. |
| Huldremose-kvinden       | Huldrekvinden                                | Ramten, Midtjylland | 160 f.v.t.-340 e.v.t.        | Kvinde              | 1879      |                                           | Huldremose-kvinden er navnet på et moselig af en kvinde fra ældre jernalder. Det blev fundet i 1879 nær Ramten i Jylland. Lige var iført en nederdel i uld og to skindkapper. Liget er dateret til mellem 160 f.v.t. og 340 e.v.t. Personen har været omkring 40 år gammel, da hun døde, hvilket har været en ældre person for perioden, hun levede i. Hendes højre arm var beskadiget, men skaderne er sandsynligvis forårsaget af spadestik under udgravningen af hende. En snor i uld var bundet omkring hendes hår og omkring halsen, men retsmedicinske undersøgelser har ikke fundet indikationer på, at hun blev stranguleret. Ifølge nyere tids isotopanalyser er dele af ulden i kvindens tøj importeret fra den nordlige del af Norge eller Sverige. |
| Nederfrederiks-moseliget | Kragelund-manden, Frederiksdal-manden        | Nordjylland         | Ukendt                       | Antageligvis mand   | 1898      |                                           | Det første moselig, der blev fotograferet, inden det blev flyttet fra fundstedet. |
| Koelbjergmanden          | Manden fra Kølbjerg                          | Syddanmark          | 8000 f.v.t.                  | Mand                | 1941      |                                           | Sandsynligvis det ældste moselig, der er fundet. Han var omkring 25 år gammel, da han døde. Der er ingen tegn på vold på hans skelet. |
| Porsmose-manden          |                                              | Sjælland            | 2600 f.v.t.                  | Mand                | 1946      |                                           | Et moselig af en 35-40 årig mand, der var forrådnet så meget, at kun skelettet var tilbage. Fundet blev gjort i 1946. Skelettet er mest berømt for at have en pilespids, der sidder i mandens næse. Det er dog ikke denne pil, der har slået ham ihjel, men mere sandsynligt en pil, der har ramt hans aorta. Pilene er givetvis affyret på afstand og oppefra og ned. |
| Rappendam-kvinden        |                                              | Frederiksborg       | 160 f.v.t.                   | Kvinde              | 1941-1942 |                                           | Skelettet af denne kvinde blev fundet sammen med birke- og hasselgrene og et vognhjul i træ. |
| Roum-manden              | Roum-kvinden                                 | Himmerland          | Jernalder                    | Mand                | 1942      |                                           | Kun et afhugget hoved af denne person blev fundet. Det stammer fra en cirka 20-årig mand. Oprindeligt blev liget kaldet "Roum-kvinden" indtil rester af skægstubbe blev fundet i ansigtet. Fåreskindet, som hovedet var pakket ind i, stammer fra jernalderen. |
| Sigersdal-skeletterne    |                                              | Sjælland            | 3650–3140 f.v.t.             | Antageligvis mænd   | 1949      |                                           | Disse to personer var omkring 16 og 19 år gamle, da de døde. Det ene kranie havde et stort hul på den venstre side. |
| Søgård-manden            |                                              | Jylland             | 360 f.v.t. – 240 e.v.t.      | Mand                | 1944      |                                           | Kun fødder og ben fra liget var bevaret. |
| Sorø-skeletterne         |                                              | Lolland             | 3500 f.v.t.                  | Mand                | 1942      |                                           | Et samlet navn for to skeletter med deformiteter og tegn på operation. |
| Stidsholt-kvinden        | Stidsholt-mosekvinden                        | Jylland             | Ukendt                       | Kvinde              | 1859      | Stidsholtkvindens hoved med det røde hår. | Stidsholt-kvinden er det ødelagte hoved fra en kvinde, der blev opdaget i 1859. Hun var blevet halshugget af et hug mellem tredje og fjerde halshvirvel. Hendes hår var farvet mørkerødt af stofferne i tørvemosen. Hendes hår var bundet i en knude og fastgjort med et vævet bånd, der dog var forgået. Hendes hoved blev aldrig videnskabeligt dateret, og resten af kroppen blev aldrig fundet. Hendes hår var 51 centimeter langt. Det er udstillet i København. |
| Tollundmanden            |                                              | Silkeborg           | 400 f.v.t.                   | Mand                | 1950      | Tollundmanden                             | Tollundmanden er berømt for at have et meget velbevaret ansigt. Liget blev fundet i begyndelsen af maj 1950, da en familie gravede tørv i en mose ved Tollund nær Silkeborg. Ved liget blev der fundet en hat af fåreskind og et bælte. Der var ikke andre stykker tøj bevaret: De må antages at være forrådnet. Liget havde en reb-løkke omkring halsen, hvilket tyder på, at han blev hængt. Kun Tollundmandens hoved er originalt, da man på fundtidspunktet ikke havde tilstrækkelig med viden til at konservere hele kroppen optimalt. Det antages, at Tollundmanden er blevet ofret i forbindelse med et ritual. Ellingpigen blev fundet 80 meter fra Tollundmanden 12 år tidligere. |
| Valmose-ligene           |                                              | Jylland             | 380 f.v.t. og 225-230 f.v.t. | Kvinde              | Ukendt    |                                           | Skeletter af to voksne kvinder blev fundet sammen med potteskår og dele fra yderligere to skeletter af ukendt køn. Der blev også fundet store mængder dyreknogler fra heste og okser. |
| Vester Thorsted-manden   |                                              | Vejle               | 145 - 95 f.v.t.              | Mand                | 1913      |                                           | Mandens lig blev fundet iført en læderkappe, med to fødder under overfladen på mosen. |

### Holland
| Navn                         | Andre navne                                 | Sted    | Alder (kulstof-14- datering) | Køn    | Fundet | Billede | Beskrivelse |
| ---------------------------- | ------------------------------------------- | ------- | ---------------------------- | ------ | ------ | ------- | --- |
| Aschbroeken-manden           |                                             | Drenthe | 900 f.v.t.                   | Mand   | 1931   |         | Aschbroekenmandens kranie gik tabt kort efter, at han blev udgravet. De bevarede rester består af et skelet med en arm, der er helet unormalt. Dette kan være årsagen til hans død: Andre moselig fra Holland synes at være blevet slået ihjel som følge af deres deformiteter. |
| Emmer-Erfscheidenveen-manden |                                             | Drenthe | 1200 f.v.t.                  | Mand   | 1938   |         | Emmer-Erfscheidenveen-manden blev fundet i Drenthe i 1938. De bevarede rester af liget blev dateret til 1.200 f.v.t. Moseliget blev dårligt konserveret, men er berømt for dets velbaverede tøj: En uldhat, sko i dyreskind, en kappe i koskind og uldent undertøj. Ganske lidt af selve moseliget er bevaret i dag. Til gengæld er tøjet exceptionelt velbevaret. |
| Exloërmond-manden            |                                             | Drenthe | 365-150 f.v.t.               | Mand   | 1914   |         | Det nøgne lig af Exloërmond-manden blev fundet den 15. maj 1914 under omkring en halv meter tørv. Der blev ikke fundet genstande nær liget. Størstedelen af den højre arm og venstre fod havde ikke overlevet de omkring 2.000 års ophold i mosen. Forsiden af personen var ikke lige så velbevaret som bagsiden. Dermed var det vanskeligt at bestemme personens køn. Efter flere undersøgelser fandt man skægstubbe i ansigtet og kunne derudfra slutte, at der var tale om en mand. Årsagen og baggrunden for hans død er ukendt. |
| Kibbelgaarn-liget            |                                             | Drenthe | –                            | Mand   | 1791   |         | Moseliget blev fundet i Bourtanger Moor, sammen med Neu-Versen-manden og Weerdinge-mændene. Skeletresterne var knust og brugt til mumia, det vil sige en form for medicin. Der findes ingen rester tilbage i dag. |
| Weerdinge-mændene            | Nieuw-Weerdinge-mændene, "Weerdinge-parret" | Drenthe | 160 f.v.t.-220 e.v.t.        | Mand   | 1904   |         | To nøgne moselig blev udgravet i Bourtanger Moor. Den ene af de to mænd havde en stor mave, hvor indvoldene var blotlagt. De to lig blev kendt som Weerdinge-parret og "Mr. & Mrs. Veenstra", fordi man oprindeligt antog, at det var en mand og en dame. |
| Wijster-ligene               | "Wijster fire"                              | Drenthe | 1435-1625 e.v.t.             | Mand   | 1901   |         | Fundet udgøres af fire mænd. Undersøgelser har vist, at de alle døde, inden de var fyldt 25 år. En af dem var blot omkring 16 år gammel. De blev fundet med tøj og andre artefakter, såsom mønter. Kun et delvist kranium og den ene hånd er i dag bevaret fra de fire personer. |
| Yde-pigen                    |                                             | Drenthe | 54 f.v.t. - 128 e.v.t.       | Kvinde | 1897   |         | Pigen var omkring 16 år gammel, da hun døde. Hun er berømt for kun at være 140 cm høj, da hun var i live, samt for den voldsomt kurvede rygsøjle, der var forårsaget af skoliose. Hendes ansigt blev rekonstrueret i 1992 af retsmedicineren Richard Neave. |
| Zweeloo-kvinden              |                                             | Drenthe | 500 e.v.t.                   | Kvinde | 1951   |         | Liget består af knogler, indre organer og hud. Kvinden blev fundet i en stor grøft i mosen. Hun har levet med dyschondrosteose, der har gjort hendes underarm og ben korte. Der var andre tegn på sygdom i form af orme, men årsagen til hendes død er ukendt. Hendes alder anslås at have været omkring 35 år på dødstidspunktet. |

### Irland
| Navn                   | Andre navne         | Sted             | Alder (kulstof-14- datering) | Køn                 | Fundet | Billede | Beskrivelse |
| ---------------------- | ------------------- | ---------------- | ---------------------------- | ------------------- | ------ | ------- | --- |
| Ballgudden-kvinden     |                     | Nordirland       | Ukendt                       | Kvinde              | 1831   |         | Ballgudden-kvinden var lyshåret. Tæt ved liget fandt man et spædbarn af ukendt køn. Resterne fra babyen var næsten kun et skelet: Det meste var rådnet væk. Begge moselig er forgået. |
| Ballygroll-barn        |                     | Nordirland       | Ukendt                       | Ukendt              | 1835   |         | Barnet blev fundet i en kiste, hvilket er meget usædvanligt for moselig. Liget eksisterer ikke længere: Det er enten genbegravet, forsvundet i forbindelse med prøvetagninger eller er ødelagt på anden vis. |
| Baronstown West-manden |                     | County Kildare   | 242-388 e.v.t.               | Male                | 1953   |         | Dette moselig er udstillet på National Museum of Ireland i Dublin. Oven på liget lå hassel- eller birkegrene. En tekstil- og læderkappe blev fundet sammen med liget. |
| Camnish-kvinden        |                     | Nordirland       | Ukendt                       | Kvinde              | 1834   |         | Dette moselig eksisterer ikke længere. |
| Cashel-manden          | Portlaoise-liget    | County Laois     | 2000 f.v.t.                  | Mand                | 2011   |         | Liget blev fundet siddende på hug, og antages derfor at stamme fra bronzealderen. Kulstof-14-analyser understøtter denne teori. Liget er flyttet til National Museum of Ireland for videre undersøgelser. Manden havde en brækket arm. Også hans ryg var brækket to steder og skåret i. Hans kranie og venstre arm blev ikke fundet sammen med liget, da maskinen til tørvegravningen havde ødelagt dem. Der blev senere fundet dele heraf. Undersøgelser viste, at han var omkring 20-25 år gammel, da han døde. I en dokumentar-udsendelse fra 2014 blev der fremsat en teori, om at manden kan have været konge.    |
| Clonycavan-manden      |                     | County Meath     | 392-201 f.v.t.               | Mand                | 2003   |         | Clonycavan-manden blev fundet tre måneder forud for og i samme mose som Old Croghan-manden. Man fandt intet af kroppen fra livet og ned. Måske fordi denne del af moseliget var ødelagt af tørvegravningen. Den kan også være fjernet i forbindelse med mordet på manden. Kroppen på dette moslig er berømt for at have en primitiv form for gel i håret. Gelen kan være importeret fra Vesteuropa. Ligesom Cashel-manden og Old Croughan-manden var han muligvis en tidligere konge. Hans brystvorter var skåret af, sandsynligvis som følge af en rituel handling. Liget er udstillet på National Museum of Ireland. |
| Clonshannagh-kvinden   |                     | County Dublin    | 645-680 e.v.t.               | Kvinde              | 2005   |         | Da dette moselig blev fundet, var kun skelettet tilbage. Liget og tøjet var delvist revet i stykker efter kontakt med en tørvegravningsmaskine. |
| Derrycashel-kvinden    |                     | County Roscommon | 1431-1291 f.v.t.             | Kvinde              | 2005   |         | Moseliget bestod næsten kun af skeletrester fra en ung kvinde. Det antages, at der ikke var tale om et rituelt offer, men at hun var blevet formelt begravet. |
| Derrymaquirk-kvinden   |                     | County Roscommon | 750-200 f.v.t.               | Kvinde              | 1959   |         | Moseliget var fra en kvinde, der blev fundet liggende på ryggen. Kun skelettet var bevaret. Nær liget blev fundet resterne af et spædbarn fra samme periode. Undersøgelser viste, at kvinden var død i en alder af omkring 25 år. Stykker af træ og dyreknogler blev også fundet i graven. Det antages, at hendes død ikke var et rituelt offer, men at hun var blevet formelt begravet. |
| Derryvarroge-manden    |                     | County Kildare   | 228-343 e.v.t.               | Mand                | 2006   |         | Af dette moselig er i dag kun bevaret balderne og det ene ben. |
| Drumkeeragh-liget      |                     | County Down      | Ukendt                       | Antageligvis kvinde | 1780   |         | Resterne af dette moselig, bestående af et skelet, tøj og noget hår, blev fundet tæt ved Drumkeeragh Mountain. En flettet lok af hår fra liget blev givet til Elizabeth Rawdon (Lady Moira) i 1781, som kort efter fattede interesse for liget og udgav en artikel om fundet i Journal of Archaeologia. I dag er kun hårlokken og fragmenter fra tøjet bevaret. |
| Gallagh-manden         |                     | County Galway    | 400-200 f.v.t.               | Mand                | 1821   |         | Gallagh-manden er liget af en cirka 25 år gammel mand. Han blev fundet liggende på siden omkring 2,75 meter under jordoverfladen i en irsk mose i 1821. En pilerod viklet omkring hans hals har sandsynligvis været brugt til at kvæle ham. En kappe lå omkring et af hans ben. Liget var blevet holdt nede i mosen af to træpæle, der forhindrede det i at flyde. Dette moselig er udstillet på National Museum of Ireland. |
| Kinakinelly-manden     |                     | County Galway    | 200-100 f.v.t.               | Mand                | 1952   |         | Manden blev fundet begravet med knogler fra en kronhjort. |
| Meenybradden-kvinden   |                     | County Donegal   | 1050-1410 e.v.t.             | Kvinde              | 1978   |         | Den omkring 25-30 år gamle Meenybradden-kvinde var iklædt en kappe, som har skabt en del kontrovers. Undersøgelser har vist, at liget er 500 år yngre end den kappen, hun var svøbt i. Hun var begravet omkring en meter nede i mosen. Hun blev undersøgt af Dr. John Harbison. Hendes kappe er blevet dateret med tekstiltypologi til 1500- eller 1600-tallet. En kulstof 14-datering er endnu ikke blevet udført på tøjet. |
| Mulkeeragh-manden      |                     | County Cork      | Ukendt                       | Mand                | 1753   |         | Liget blev fundet iført en miltæruniform og en kappe. Liget blev senere genbegravet. |
| Old Croghan-manden     | Croghan Man         | County Offaly    | 362-175 f.v.t.               | Mand                | 2003   |         | Old Croughan-manden blev fundet det samme år som Clonycavan-manden. Kun personens torso blev fundet, og han manglede både hoved og mave. Han antages at have været omkring 1,98 meter høj og har været en velstående person, da hans hænder ikke havde tegn på hårdt fysisk arbejde. Undersøgelser har påvist, at både Croughan-manden og Clonycavan-manden var i 20’erne, da de blev dræbt, og at de har haft høj social status. Ligesom med Clonycavan-manden var hans brystvorter skåret af. Moseliget er udstillet på National Museum of Ireland.                                                                  |
| Stoney Island-manden   | Stony Island-manden | County Galway    | 3320-3220 f.v.t.             | Mand                | 1929   |         | Dette moselig blev fundet af tørvegravere, og man troede oprindeligt, at det var liget af en forsvunden person. Undersøgelser viste dog, at liget var over 5.000 år gammelt. Det bestod stort set kun af skeletrester. Årsagen til personens død var sandsynligvis drukning. Stoney Island-manden er Irlands ældste moselig. |

### Polen
| Navn             | Sted                            | Alder (kulstof-14- datering) | Køn    | Fundet | Billede | Beskrivelse |
| ---------------- | ------------------------------- | ---------------------------- | ------ | ------ | ------- | --- |
| Dąbrówka-kroppen | Kuyavian-Pomeranian Voivodeship | Ukendt                       | Ukendt | 1936   |         | |
| Dröbnitz-pigen   | Warmian-Masurian Voivodeship    | 650 f.v.t.                   | Kvinde | 1939   |         | Undersøgelser af indvoldene og maveindholdet har vist, at pigen havde spist grød og flere forskellige slags grønsager inden sin død. Yderligere pollenanalyser indikerede, at hun var død i forårsmånederne. En kappe og en kam af træ blev fundet ved liget. Hverken liget eller gravgaverne er bevaret, da det hele blev ødelagt under Anden Verdenskrig. |
| Karwinden-manden | Warmian-Masurian Voivodeship    | Ukendt                       | Mand   | 1943   |         | [ 71 ] |

### Storbritannien
| Navn                     | Andre navne | Sted                  | Alder (kulstof-14- datering) | Køn             | Fundet    | Billede | Beskrivelse |
| ------------------------ | ----------- | --------------------- | ---------------------------- | --------------- | --------- | ------- | --- |
| Amcotts Moor-kvinden     |             | Lincolnshire, England | 200-400 e.v.t.               | Kvinde          | 1747      |         | Amcotts Moor-kvinden blev fundet, da en tørvegraver gravede i to meters dybde, hvor hans skovl ramte en sko. Han gravede skoen fri og flygtede, da han fandt ud af, at det var lig. Moseliget blev senere helt udgravet af lægen George Stovin og dennes assistenter. Det meste af foden var rådnet bort, så der kun var skelet tilbage, men hælen var bevaret. Noget af huden på underkroppen og armene blev udgravet samme med hår og fingernegle. I dag er kun skoen bevaret. |
| Grewelthorphe-resterne   |             | Yorkshire, England    | Ukendt                       | Ukendt          | 1850      |         | Dette moselig blev beskrevet som værende iført farverigt tøj, da det blev udgravet. Liget blev herefter bragt til en kirkegård, hvor det blev begravet. Fragmenter af skoene var blevet taget af politiet og er i dag det eneste bevarede fra fundet. |
| Gunnister-manden         |             | Gunnister, Skotland   | 1700-tallet                  | Mand            | 1951      |         | Dette moselig blev fundet sammen med et komplet sæt tøj, der indeholder det tidligst kendte eksempel på strikning på Shetland. Fundet findes på National Museum of Scotland i Edinburgh. |
| Lindow-kvinden           | Lindow I    | Cheshire, England     | 250 e.v.t.                   | Kvinde          | 1983      |         | Oprindeligt blev det antaget, at kraniefragmentet stammede fra Peter Reyn-Bardts afdøde kone, efter han tilstod mordet efter dets fund. En datering af kraniet viste dog, at det var langt ældre end Mrs. Reyn-Bardt. Peter Reyn-Bardt blev dog dømt for at have dræbt sin kone. |
| Lindow-manden            | Lindow II   | Cheshire, England     | 2 f.v.t.-119 e.v.t.          | Mand            | 1984      |         | Undersøgelser af liget viste, at det var en mand i midten af 20'erne. Hans officielle navn er Lindow II, selvom han ofte af journalister omtales som "Pete Marsh". Kraniet bærer tegn efter et slag med en stump genstand mod kraniet: Slaget har lavet et lille hul. Der ses også et stik i brystet samt et muligt stik i halsen. Der blev også fundet et stykke snor omkring hans hals, som man antager har været brugt til strangulering eller som en halskæde. Kraniet blev rekonstrueret af Richard Neave, der også er kendt for sit arbejde med Yde-pigen. En teori går på, at de delvise rester af Lindow IV, som blev fundet i 1988, også er en del af Lindow-manden. |
| Lindow III               |             | Cheshire, England     | Tidlig jernalder             | Mand            | 1987      |         | Liget var ødelagt og bestod af 70 dele, efter at være gravet op af en tørvegravningsmaskine. Vævet var dog velbevaret. |
| Prestatyn-barnet         |             | Clwyd, Wales          | 90 e.v.t.                    | Ukendt          | 1984      |         | Det antages, at liget stammer fra et spædbarn. Sparsomt med publiceret materiale om fundet. |
| Worsley-manden           |             | Manchester, England   | 131–251 e.v.t.               | Mand            | 1958      |         | Worsley-manden var omkring 26-45 år gammel, da han blev dræbt – først garrotteret (kvalt) og derpå halshugget: Sandsynligvis som en del af et rituelt offer. Garrottering-snoren blev fundet omkring mandens hals. |
| Cladh Hallan-skeletterne |             | South Uist, Skotland  | 1600-1120 f.v.t.             | Mænd og kvinder | 1988-2002 |         | Resterne fra adskillige forhistoriske skeletter er blevet beskrevet i Pearson, Michael Parker; Sharples, Niall M.; Symonds, James (2004). South Uist: Archaeology and History of a Hebridean Island. Stroud: Tempus. ISBN 0-7524-2905-1. Billedet viser et diagram over et skelet med knogler fra tre forskellige personer. Nogle af skeletterne bestod af knogler fra op til seks forskellige personer. |

### Sverige
| Navn            | Andre navne | Sted                  | Alder (kulstof-14- datering) | Køn    | Fundet | Billede                      | Beskrivelse |
| --------------- | ----------- | --------------------- | ---------------------------- | ------ | ------ | ---------------------------- | --- |
| Bocksten-manden | Boxten Man  | Varberg, Hallands län | 1290-1430 e.v.t.             | Mand   | 1936   |                              | Bocksten-manden var 25-60 år, da han blev kastet i mosen. Han var blevet tæsket til døde. Liget er berømt for at have en af de mest komplette sæt tøj fra 1300-tallet. En teori går på, at Bocksten-manden var dekan i Linköping Stift. |
| Luttra-kvinden  |             | Västra Götalands län  | 3105–2935 f.v.t.             | Kvinde | 1943   | Skelettet fra Luttrakvinden. | Der blev fundet mange hindbærfrø omkring maveregionen, hvorfor liget døbtes "Hallonflickan" (“Hindbær-pigen”). Hun var 20-25 gammel, da hun døde. Dødsårsagen er ikke fastslået, men der blev fundet en pilespids af flint i nærheden af kroppen tre år inden fundet af moseliget. Hun blev sandsynligvis begravet på åbent hav, hvilket indikeres af havsnegle. Kun skelettet var tilbage. |

### Tyskland
| Navn                                 | Andre navne                           | Sted                   | Alder (Kulstof 14-datering) | Køn                   | Fundet    | Billede                                                                               | Beskrivelse |
| ------------------------------------ | ------------------------------------- | ---------------------- | --------------------------- | --------------------- | --------- | ------------------------------------------------------------------------------------- | --- |
| Ahlintel-manden                      |                                       | North Rhine-Westphalia | Ukendt                      | Mand                  | 1794      |                                                                                       | [ 71 ] |
| Pigen fra Bareler Moor               |                                       | Niedersachsen          | 260-395 e.v.t.              | Kvinde                | 1784      | Pigen fra Bareler Moor                                                                | Som følge af for mange prøvetagninger af de bevarede rester er det kun huden på den højre siden af brystet, der i dag er tilbage (markeret med rødt på billedet). |
| Bentstreek-benet                     | Bentstreek-foden                      | Niedersachsen          | 80-210 e.v.t.               | Ukendt                | 1955      |                                                                                       | Benet antages at have ligget over jorden i flere måneder, inden det blev opdaget. |
| Bernuthsfeld-manden                  |                                       | Niedersachsen          | 680-775 e.v.t.              | Mand                  | 1907      | Forsiden af Bernuthsfeldmandens kofte.                                                | Bernuthsfeld-manden blev fundet den 24. maj 1907 af tørvegravere. Hans slidte kofte var lappet sammen af 45 forskellige stykker klæde i 20 forskellige typer tekstil med 9 forskellige væveteknikker. |
| Borsteler Moor-liget                 |                                       | Niedersachsen          | Ukendt                      | Ukendt                | 1921      |                                                                                       | [ 89 ] |
| Bremervörde Gnattenbergswiesen-liget |                                       | Niedersachsen          | 634-689 e.v.t.              | Antageligvis kvinde   | 1934      |                                                                                       | Et ukomplet skelet fra en person fra den tidlige middelalder. |
| Bunsoh-manden                        | Bunsoh-liget                          | Slesvig-Holsten        | 560-620 e.v.t.              | Mand                  | 1890      | Reconstruction                                                                        | Liget blev fundet omkring 1 meter under overfladen på en mose den 17. maj 1890. Fundet blev gjort af tørvegravere. Ud over et stykke klæde i uld blev der fundet mange birkegrene oven på liget. Dødsårsagen er ukendt. En teori går på, at stofstykket har været brugt til at strangulere manden med. Efter at liget var flyttet til et magasin, gik det i forrådnelse. |
| "Bog Dog" (mosehunden)               | "Bog dog" fra Burlage                 | Niedersachsen          | 1477-1611 e.v.t.            | Mand                  | 1953      |                                                                                       | Pelsen af denne unge hund er bevaret. Den har fået en rødlig farve som følge af stofferne i mosen. Skelettet er intakt, selvom dele af kraniet mangler. |
| Damendorf I                          | Damendorf-kvinden                     | Slesvig-Holsten        | Førromersk jernalder        | Antagelivis kvinde    | 1884      |                                                                                       | Kun tøjet fra dette moselig er bevaret. |
| Damendorf-manden                     | Damendorf II                          | Slesvig-Holsten        | 300 f.v.t.                  | Mand                  | 1900      |                                                                                       | Damendorf-manden er udstillet på Archäologisches Landesmuseum i Slesvig. Vægten af tørven i mosen har trykket liget fladt, og det er primært knoglerne, som er bevaret. Hår, hud, negle og dele af tøjet er ligeledes xx. Han blev fundet med et læderbælte, sko og et par knæbukser. |
| Damendorf-pigen                      |                                       | Slesvig-Holsten        | 810 f.v.t.                  | Kvinde                | 1934      |                                                                                       | Kroppen stammer fra en omkring 14-årig pige, der blev fundet sammen med dele af hendes. |
| Dätgen I                             |                                       | Slesvig-Holsten        | Jernalderen                 | Ukendt                | 1906      |                                                                                       | Kun dele af tøjet på kroppen er bevaret. Sparsomt med publiceret materiale om fundet. |
| Dätgen-manden                        |                                       | Slesvig-Holsten        | 135-385 e.v.t.              | Mand                  | 1959      | De bevarede dele af Dätgenmanden ipå udstilling. · Hans frisure.                      | Dätgen-manden blev fundet i 1959 nær Dätgen. Han var blevet halshugget, dolket og slået. Hans hoved lå tre meter fra kroppen. Det antages ikke, at manden er blevet ofret, men at det har været tale om et drab, hvorefter liget er blevet ødelagt muligvis for at forhindre, at han blev en wiedergänger (i stil med en zombie). I håret på hans afhuggede hoved, havde han en sveberknude. |
| Esterweger Dose-barnet               |                                       | Niedersachsen          | 1164 e.v.t.                 | Ukendt                | 1939      |                                                                                       | Dette moselig består kun at skelettet, da alt andet er forrådnet. Barnets køn kendes ikke. Kun ganske lidt er bevaret enten som følge af for mange prøver, dårlig konservering eller skader pådraget under Anden Verdenskrig. De bevarede knogledele er markeret med rødt. |
| Getelo-ligene                        |                                       | Niedersachsen          | Ukendt                      | En mand og to kvinder | 1857      |                                                                                       | En mand og to kvinder fundet ved Getelo. |
| Hesel-ligene                         |                                       | Niedersachsen          | Ukendt                      | Kvinde                | 1914      |                                                                                       | [ 89 ] |
| Hogenseth-manden                     |                                       | Niedersachsen          | Ukendt                      | Mand                  | 1920      |                                                                                       | Hogenseth-manden var 40-60 år gammel, da han døde. Liget blev fundet om natten og ødelagt af landsbyboerne under udgravningen. Der eksisterer derfor ingen kulstof 14-datering på dette moselig. |
| Hunteburg-foden                      |                                       | Niedersachsen          | 1215-1300 e.v.t.            | Ukendt                | 1938      |                                                                                       | Hunteburg-foden blev fundet sammen med en langskaftet støvle. |
| Hunteburg-mændene (Hunteburg i + II) | Grossenmoor-mændene                   | Niedersachsen          | 245-450 e.v.t.              | Mand                  | 1949      |                                                                                       | To mænd blev fundet begravet i samme grav og pakket ind i kapper. Begge moselig gik til under konserveringen. |
| Hunteburg III                        |                                       | Niedersachsen          | 40 f.v.t. -.70 e.v.t.       | Mand                  | 1949      |                                                                                       | Sparsomt med publiceret materiale om fundet. |
| Husbäke I                            |                                       | Niedersachsen          | 1000-300 f.v.t.             | Mand                  | 1931      |                                                                                       | Dette moselig var så beskadiget og forrådnet, at det gik tabt i 1950’erne. |
| Husbake-manden                       | Husbake II                            | Niedersachsen          | 57-420 e.v.t.               | Mand                  | 1936      | · Rekonstruction.                                                                     | Manden blev fundet i 1936, liggende i en mose i Ammerland med ansigtet nedad. Undersøgelser af hans indvolde viste, at han havde spist fisk inden sin død (i romertiden). Han var omkring 20-25 år gammel. Hans ansigt er blevet rekonstrueret i moderne tid for at give et billede af, hvordan han kan have set ud, da han var i live. |
| Johann Spieker                       |                                       | Niedersachsen          | 1828 e.v.t.                 | Mand                  | 1978      | Resterne af mandens jakke, knapper og mønter                                          | Det bevarede lig af Johann Spieker blev fundet på Goldenstedter Moor. Spieker var en falconér, der forsvandt i mosen. Liget blev senere genbegravet. |
| Jührdenerfeld-manden                 | Bockhornerfeld-manden                 | Niedersachsen          | 400 f.v.t.-0 e.v.t.         | Mand                  | 1934      |                                                                                       | Liget blev fundet liggende på siden. Ligesom Vindeby-ligene, Dätgen-manden og andre moselig var der anbragt grene oven på liget – antagelig for at holde det nede i mosen. Et stykke uldklæde og et dyreskind blev fundet oven på kroppen. Han er udstillet sammen med Husbäke-manden på Landesmuseum Natur und Mensch i Oldenburg. |
| Kayhausen-drengen                    |                                       | Niedersachsen          | 300-400 f.v.t.              | Mand                  | 1922      |                                                                                       | Drengen antages at være død i en alder af 7-10 år. Han var blevet bundet og stukket flere gange i halsen og armen. Han havde et inficeret led over femur og har ikke været i stand til at gå uden hjælp. Liget er bevaret i en formalinopløsining og udstilles ikke. |
| Kreepen Brammer-manden               | Brammer-manden Kreepen Brammer-manden | Niedersachsen          | 1440-1625 e.v.t.            | Mand                  | 1903      |                                                                                       | Liget af en skægget mand fundet med ansigtet nedad den 9. eller 19. juni 1903. Moseliget bar intet tøj på kroppen. I nærheden lå der sten og kviste. De bevarede rester af manden blev ødelagt under Anden Verdenskrig. Kreepen Brammer-manden har kunnet dateres ved at undersøge et hår fra fundet. |
| Landegge-manden                      |                                       | Niedersachsen          | Ukendt                      | Mand                  | 1861      |                                                                                       | [ 89 ] |
| Marx-Sapelstein-kvinden              |                                       | Niedersachsen          | Ukendt                      | Kvinde                | 1861      |                                                                                       | [ 89 ] |
| Neu England-manden                   |                                       | Niedersachsen          | 140-320 e.v.t.              | Mand                  | 1941      | Upper body of Neu England Man                                                         | Personen har været 40-50 år gammel, da han døde. |
| Neu Versen-manden                    | "Roter Franz"                         | Niedersachsen          | 220-430 e.v.t.              | Mand                  | 1900      |                                                                                       | Neu Versen-manden, også kendt som Roter Franz (Røde Franz), som følge af hans røde hår og skæg, blev fundet i år 1900 i Bourtanger Moor på grænsen mellem Tyskland og Holland. Liget er dateret til 220-430 e.v.t. (romersk jernalder). Undersøgelser har vist, at manden blev slået ihjel ved at få halsen skåret over. Mandens ene skulder er brækket, og liget har et sår efter en pil. |
| Obenaltendorf-manden                 |                                       | Niedersachsen          | 380 e.v.t.                  | Mand                  | 1895      | Tøjet på Obenaltendorfmanden · Hovedet på Obenaltendorfmanden.                        | Der er kun fundet få rester af mandens krop, men hans tøj var relativt velbevaret. Desuden fandt man to stykker sølv. |
| Oberdorla-kvinden                    |                                       | Thüringen              | Ukendt                      | Kvinde                | 1959-1964 |                                                                                       | [ 71 ] |
| Østerby-manden                       |                                       | Slesvig-Holsten        | 70-220 e.v.t.               | Mand                  | 1948      |                                                                                       | Østerby-manden blev fundet i en mose nær Østerby i Slesvig af to tørvegravere. Der var tale om hovedet af en mand, der var blevet halshugget. Der er ikke fundet andre dele af kroppen. Hovedet lå omkring en halv meter under jordoverfladen, og da de gravede det fri, var det pakket ind i en rådyrkappe. Eksperter fra Archäologisches Landesmuseum Slesvig-Holsten har vurderet manden til at have været 50-60 år gammel, da han døde. Han menes at have været blond eller have haft gråt hår, men stofferne i mosen har farvet det rødt. Håret var bundet i en sveberknude, hvilket den romerske historiker Tacitus beskrev som en populær frisure for frie mænd blandt sveberne. Hovedet er hovedsageligt et kranium med små mængder hud bevaret. Årsagen til mandens død var et slag mod venstre tinding. Da man i 2007 på ny undersøgte fundet, viste det sig, at kæbebenet ikke passede til kraniet. |
| Pangerfilze-manden                   |                                       | Bayern                 | 1700-1800 e.v.t.            | Mand                  | 1927      |                                                                                       | Ingen rester af dette moselig er bevaret i dag. Det blev sandsynligvis ødelagt under Anden Verdenskrig. Sparsomt med publiceret materiale om fundet. |
| Peiting-kvinden                      | "Rosalinde"                           | Bayern                 | 1380-1440 e.v.t.            | Kvinde                | 1957      |                                                                                       | Liget blev fundet i en trækiste. |
| Possendorf-liget                     |                                       | Thüringen              | Ukendt                      | Ukendt                | 1959      |                                                                                       | [ 71 ] |
| Rendswühren-manden                   |                                       | Slesvig-Holsten        | 50 e.v.t.                   | Mand                  | 1871      | Rendswührenmandens ansigt.                                                            | Rendswühren-manden blev fundet i 1871 i mosen Heidmoor tæt ved Kiel. Han blev obduceret, hvilket på fundtidspunktet var den eneste måde at undersøge liget på. Den danske professor P.V. Glob skrev at Rendswühren-manden var 40-50 år gammel, da han døde. Han var blevet tæsket ihjel, hvilket havde efterladt et trekantet hul i hans hoved. Han var nøgen med et stykke læder på hans venstre ben. En kappe blev fundet tæt på. Efter fundet blev liget røget for at konservere det. Hans kranie var i dårlig stand og krævede en rekonstruktion. Tekstil-typologien i tøjet viste, at det stammede fra romersk jernalder. Dette er bekræftet af kulstof 14-datering. Moseliget er udstillet på Gottorp Slot. |
| Rieper Moor-liget                    |                                       | Niedersachsen          | 253-348 e.v.t.              | Ukendt                | 1751      |                                                                                       | Dette moselig eksisterer ikke længere, men tøjet nåede at blive dateret. |
| Röst-pigen                           |                                       | Slesvig-Holsten        | 200 f.v.t. - 80 e.v.t.      | Kvinde                | 1926      |                                                                                       | Den unge pige var omkring tre år gammel, da hun døde af uvisse årsager. Liget blev ødelagt under Anden Verdenskrig. Kun kappen blev bevaret og har kunnet bruges til datering. |
| Rübke-liget                          |                                       | Niedersachsen          | Ukendt                      | Ukendt                | 1914      |                                                                                       | [ 89 ] |
| Schalkholz-liget                     |                                       | Slesvig-Holsten        | Ukendt                      | Ukendt                | 1640      |                                                                                       | [ 71 ] |
| Schwerinsdorf-manden                 |                                       | Niedersachsen          | Ukendt                      | Mand                  | 1961      |                                                                                       | [ 89 ] |
| Sedelsberger-drengen                 | Sedelsberger Dose-manden              | Niedersachsen          | 1040-1210 e.v.t.            | Mand                  | 1939      |                                                                                       | Sedelsberger Dose-drengen var forrådnet så kun skelettet var bevaret. Tidligere antog man, at det var en kvinde på 20-40 år. Senere undersøgelser har vist, at der er tale om liget af en mand, der ikke har været ældre end 15 år. |
| Spelle-ligene                        |                                       | Niedersachsen          | Ukendt                      | To mænd, to kvinder   | 1921      |                                                                                       | [ 89 ] |
| Sudmentzhausen-liget                 |                                       | Niedersachsen          | Ukendt                      | Ukendt                | 1881      |                                                                                       | [ 89 ] |
| Pigen fra Uchter Moor                | "Moora"                               | Niedersachsen          | 764-515 f.v.t.              | Kvinde                | 2000      | Skelettet fra Pigen fra Uchter Moor · En ud af fire rekonsturktioner af hendes ansigt | Pigens bevarede hånd blev fundet fem år efter fundet af hendes skelet. Man har rekonstrueret hendes kranie blev med ler. Ansigtet er digitalt fremstillet, så man kan se, hvordan hun måske har set ud. Hun har været 17-19 år gammel, da hun blev lagt i mosen. Undersøgelser har vist, at hun var underernæret. Rygraden var bøjet, og der var to helede frakturer i kraniet. |
| Uphuser Klümoor-kvinden I            |                                       | Niedersachsen          | 27 f.v.t. - 393 e.v.t.      | Antageligvis kvinde   | 1759      |                                                                                       | Liget bar en nederdel, og en top med bronzedekorationer, der antages at have været brocher. Hun havde ingen sko på. Håret var flettet. Der blev fundet en lille gryde i hendes hånd. i 1789 blev der gjort et lignende fund i samme mose. Uphuser Klumoor-kvinden eksisterer ikke længere, da liget er gået til. |
| Uphuser Klümoor-kvinden II           |                                       | Niedersachsen          | Ukendt                      | Kvinde                | 1789      |                                                                                       | [ 89 ] |
| Vindeby I                            | Vindeby-pigen                         | Slesvig-Holsten        | 41-118 e.v.t.               | Mand                  | 1952      | Overkroppen af Vindeby I                                                              | Vindeby I er et af de bedst bevarede moselig fra Tyskland. Undersøgelser udført af professor Heather Gill-Robinson har påvist, at der er tale om en mand. Moseligets rekonstruerede hoved er udstillet. |
| Vindeby II                           | Windeby-manden                        | Slesvig-Holsten        | 380-185 f.v.t.              | Mand                  | 1952      |                                                                                       | Vindeby II-manden blev fundet kort efter Vindeby I-pigen. Knoglerne var decalcificeret. Eventuel klædedragt var gået i opløsning i mosen. Han var død som følge af strangulering med en hasselrod lagt omkring hans hals. |

### Andre steder
| Navn                           | Sted            | Alder (kulstof-14- datering) | Køn             | Fundet   | Billede | Beskrivelse |
| ------------------------------ | --------------- | ---------------------------- | --------------- | -------- | ------- | --- |
| Bleivik-fundet                 | Rogaland, Norge | 6110-5890 f.v.t.             | Mand            | 1952     |         | En bonde fandt en knogle i 70 centimeters dybde i en grøft. Undersøgelser viste, at manden sandsynligvis var 55-60 år gammel, da han døde. Siden dukkede et kranie, et ribben og rygknogler op. Det har ikke været nok til at fastslå dødsårsagen. |
| Windover-skeletterne           | Florida, USA    | 6000-5000 f.v.t.             | Mænd og kvinder | 1982     |         | Fund af 168 skeletter, fra spædbørn til ældre mennesker. Nogle af skeletterne havde spor af sår, som muligvis har været skyld i deres død. Der blev taget DNA-prøver fra de bevarede hjerner.                                                      |
| Little Salt Spring-skeletterne | Florida, USA    | 3200-4800 f.v.t.             | Mænd og kvinder | Før 1979 |         | Fund med adskillige hundrede begravelser. En grav indeholdt et bevaret kranie. |